# Regesta diplomatica nec non epistolaria Bohemiae et Moraviae
Regesta diplomatica nec non epistolaria Bohemiae et Moraviae (RBM, též prostě českomoravská regesta) je edice písemných historických pramenů české provenience z českých i evropských archivů v podobě regestů, které by měly pokrývat období od roku 600, jímž je datovaná první listina v prvním dílu, až do konce vlády Karla IV. Projekt zahájil Karel Jaromír Erben, který vydal v roce 1855 první díl, na ten navázal Josef Emler, který vydal další tři díly. Vzhledem k narůstajícímu počtu listin byly další díly již vydávány rozdělené na sešity s většími prodlevami, jež dlouho trpěly absencí jmenných a věcných rejstříků. K dokončení edice chybí regesta z let 1370–1378. Digitalitací a zpřístupněním českých a moravských pramenů historické a diplomatické povahy se zabývá Centrum medievistických studií Filozofického ústavu Akademie věd České republiky se sídlem v Praze 1, Jilská.

## Vydané díly a jejich citace
- RBM I: První díl (600–1253), Praha 1855, vydal Karel Jaromír Erben
- RBM II: Druhý díl (1253–1310), Praha 1882, vydal Josef Emler
- RBM III: Třetí díl (1311–1333), Praha 1890, vydal Josef Emler
- RBM IV: Čtvrtý díl (1334–1346), Praha 1892, vydal Josef Emler
- RBM V: Pátý díl (1346–1355), vydán v pěti svazcích 
  - RBM V/1 1958, RBM V/2,1960, RBM V/3, 2000, RBM V/4 2004, RBM V/5 2005, vydali Jiří Spěváček a Jana Zachová, RBM V/6 Blažena Rynešová a poslední tři díly Janou Zachovu
- RBM VI: Šestý díl (1355–1358), vydán v Praze ve třech svazcích: 
  - RBM VI/1 Praha 1928, RBM VI/2 1929 vydal Bedřich Mendl, RBM VI/3 1954 vydali Bedřich Mendl a Milena Linhartová
- RBM VII: Sedmý díl (1358–1363), vydán v pěti svazcích 
  - RBM VII/1 1954, RBM VII/2 1955, RBM VII/3 1958, RBM VII/4 1961, RBM VII/5 1964 vydali Bedřich Mendl a Milena Linhartová (dokončila po Mendlově smrti)
- RBM VIII: Osmý díl (1364-1378), dosud vydány první tři svazky
  - RBM VIII/1 2014 (1364-66),  RBM VIII/2 2017 (1367-69), RBM VIII/3 2019 (index k předchozím svazkům m1364-1369) Lenka Blechová.

Některé regesty vyšly již v letech 1764-1785 v edici Monumenta historica Boemiae, kterou vydával Gelasius Dobner pod patronací řádu jezuitů.